# Архангельська волость (Бахмутський повіт)
Архангельська волость — історична адміністративно-територіальна одиниця Бахмутського повіту Катеринославської губернії із центром у селі Архангельське.
Станом на 1886 рік складалася з 4 поселень, 4 сільських громад. Населення — 1682 особи (882 чоловічої статі та 800 — жіночої), 271 дворових господарств.
|                     | Площа, десятин | У тому числі орної, дес. |
| ------------------- | -------------- | ------------------------ |
| Сільських громад    | 1133           | 409                      |
| Приватної власності | 12652          | 4263                     |
| Іншої власності     | 33             | 26                       |
| Загалом             | 13818          | 4788                     |

Поселення волості:
- Архангельське — колишнє власницьке село при річці Калинова за 45 верст від повітового міста, 709 осіб, 137 дворових господарств, православна церква, лавка.
- Петровське 3-є (Петрова, Іванівка, Петровенька) — колишнє власницьке село при річці Бик, 412 осіб, 60 дворових господарства, миловарний завод.

Наприкінці 1890-тих волость ліквідовано, територія розподілена між Скотоватською й Гродівською волостями.